# Lina Ghotmeh

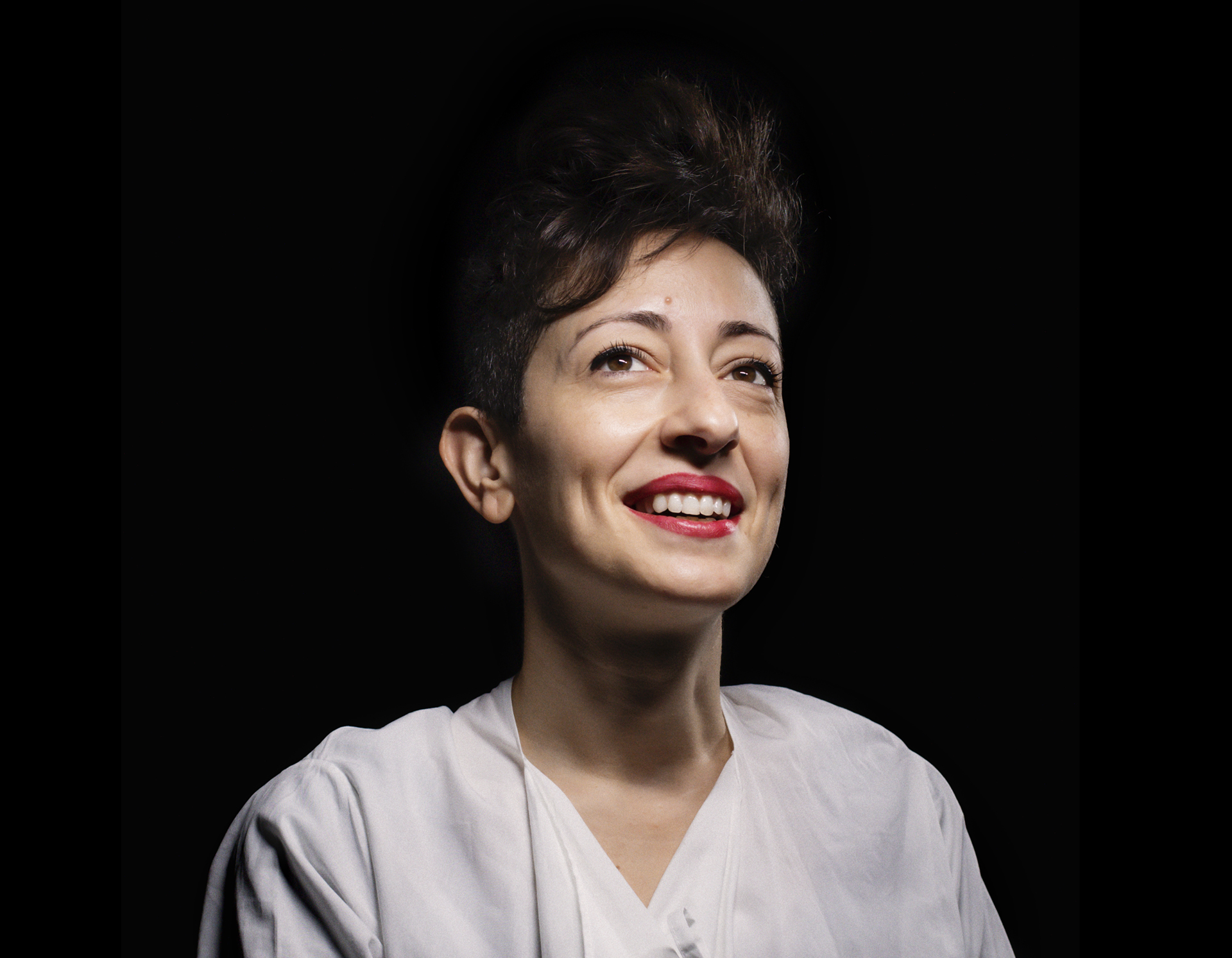
Ghotmeh in 2021

Lina Ghotmeh (Beiroet, 1980) is een Frans-Libanese architecte. 

## Biografie
Lina Ghotmeh groeide op na de Libanese burgeroorlog en studeerde af aan de American University of Beirut (AUB) in 2003. Ze verhuisde en werkte samen met Jean Nouvel te Parijs en Norman Foster in Londen. 
Tussen 2007 en 2015 doceerde ze aan Ecole Spéciale d'Architecture en behaalde ondertussen haar diploma in de architectuur. In 2016 begon ze zelfstandig met een bureau in Parijs. 

## Werken (selectie)
- 2016 - Nationaal Museum van Estland
- 2017 - Restaurant Les Grands Verres du Palais de Tokyo (Parijs)
- 2017 - 2017: Serre op domaine du BoisBuchet[1]
- 2017 - Houten toren (Nantes)
- 2019 - herbouwen vleugel Hotel Okura Tokyo
- 2020 - Stone Garden[2]
- 2024 - verblijplaatsen atletendorp voor de Olympische Zomerspelen 2024 (Parijs)

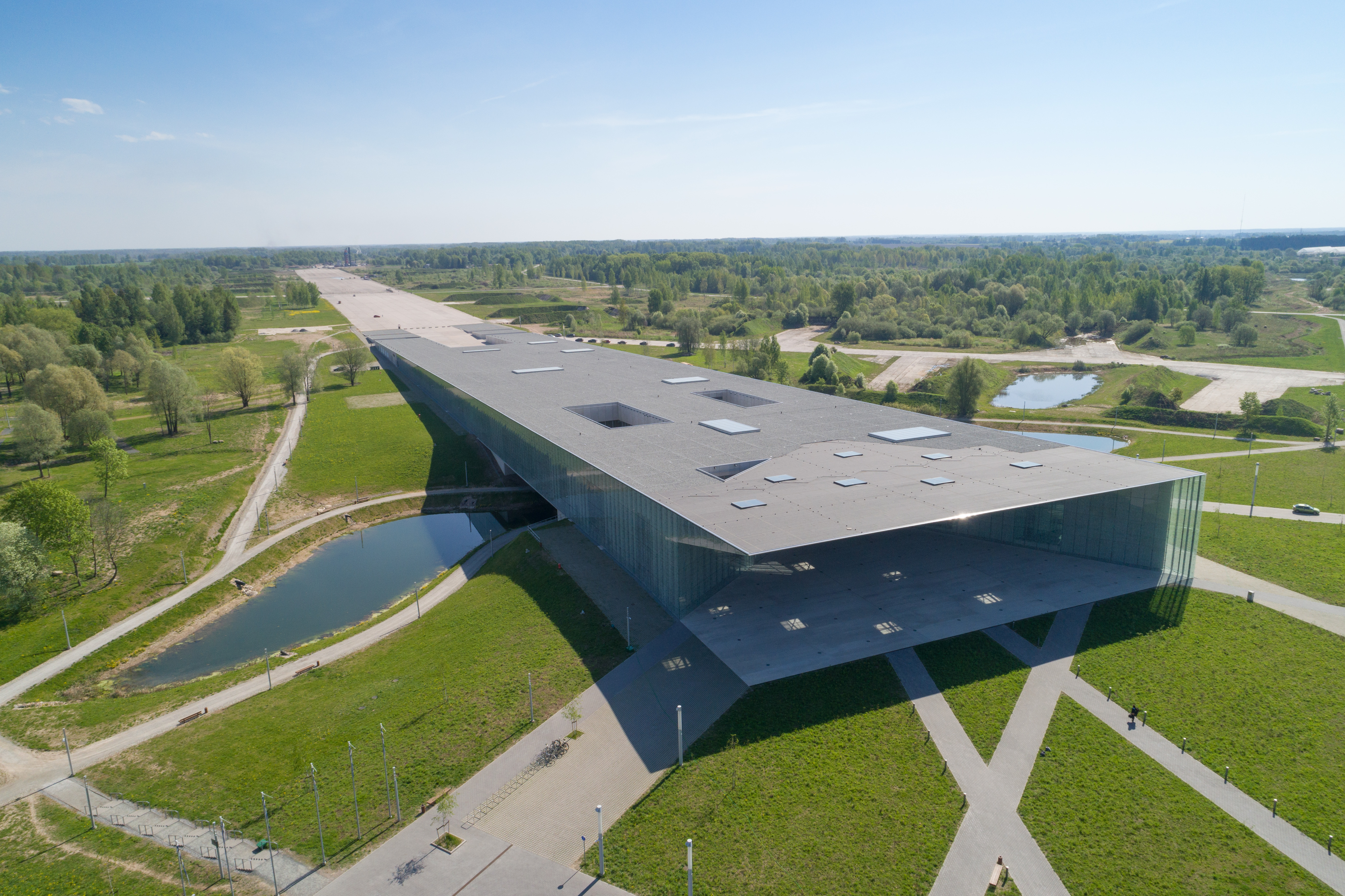
Nationaal Museum van Estland
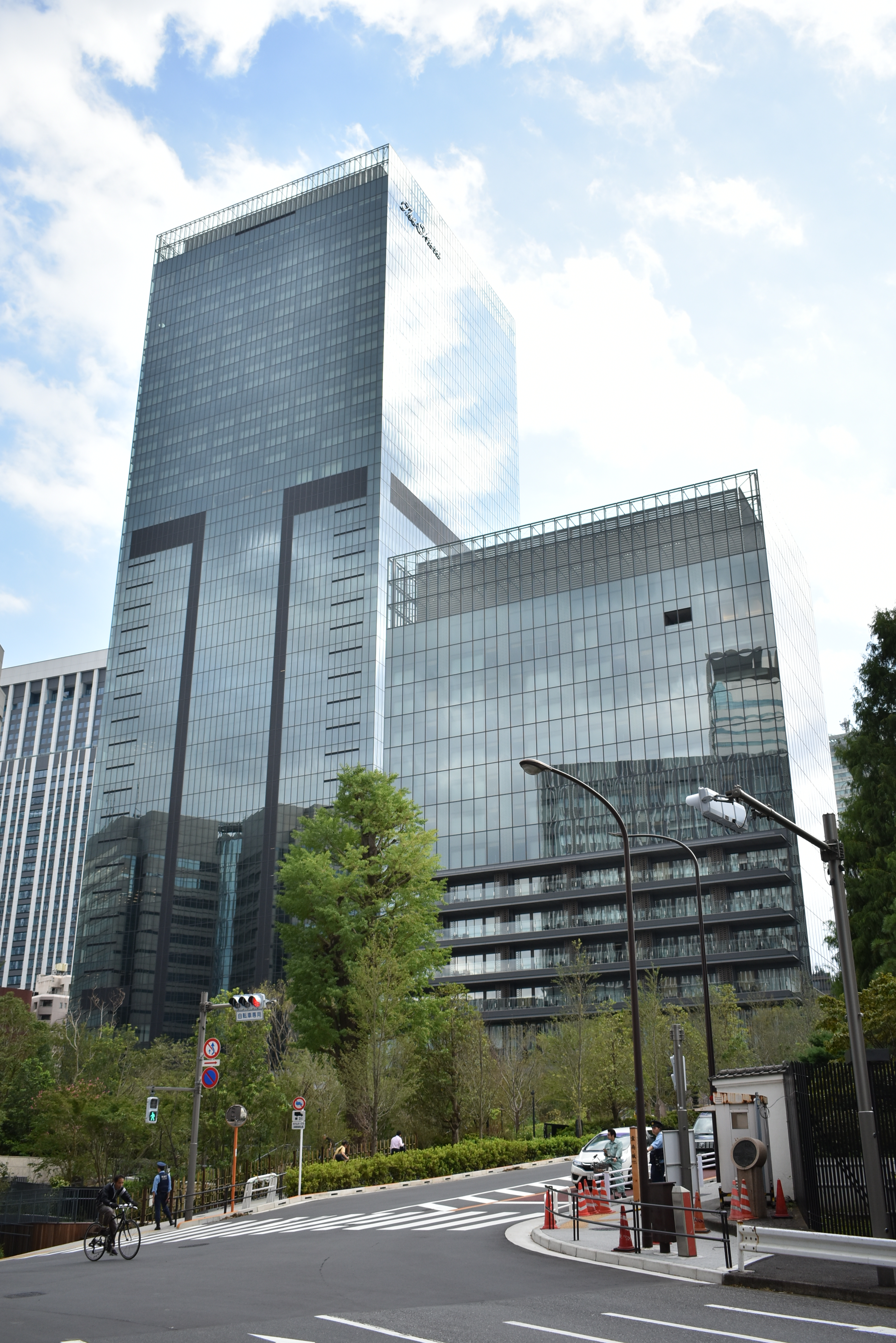
Hotel Okura Tokyo

## Erkentelijkheden (selectie)
- 2016 - Dejeanprijs (Academie van Bouwkunst)
- 2016 - Nominatie Mies Van der Rohe Award
- 2016 - Afex Grand Prix 2016
- 2019 - Prix Pierre Cardin